# Le Masque de Zeguy
Le Masque de Zeguy  (雲界の迷宮ゼガイ, Unkai no meikyû Zeguy) est un film OAV de science fiction mélangeant fantasy et aventure créé par Kazuo Suzaki et sorti au japon en 1993.

## Synopsis
Deux lycéennes japonaises, Miki et Sayaka, se trouvent entrainées dans le monde parallèle de l’Empire des Nuages ou la sorcière Himiko cherche à ouvrir les Portes du Vent afin de connecter les deux mondes et prendre leur contrôle. Mais ceci n’est possible qu’avec le Masque de Zeguy et une clochette tasliman qui est portée sans le savoir par Miki. Ce monde parallèle à connotation steampunk est l’intersection temporelle de nombreuses époques ou les personnalités historiques comme Koumei Shokatsuryo et Léonard de Vinci sont à la solde de Himiko. A eux s’opposent Toshizō Hijikata du clan Shinsen gumi et Hiraga Gennai qui se font une mission de protéger Miki, qui est en réalité qu’une princesse/prêtresse.

### Personnages principaux
- Miki et Sayaka : deux lycéennes japonaises,
- Personnages historiques, guerrier du temps : Komei Shokatsuryo, Léonard de Vinci,  Toshizō Hijikata et Hiraga Gennai.
- Kuan Yu et Chouhi: des cyborgs de combat

## Fiche technique du film
- Titre :  Le masque de Zeguy
- Réalisation : Shigenori Kageyama
- Scénario : Kazuo Suzaki
- Musique :Soichiro Harada
- Pays d'origine :  Japon
- Année de production : 1993
- Genre : Fantasy Aventure
- Durée : 2 x 40 minutes
- Dates de sortie: 1994 (UK, Manga Video)

### Concept abordés
Plusieurs concepts de science fiction sont abordés dont le voyage dans le temps, les portes interdimentionelles, la télépathie ainsi que des créatures mythologiques comme les loup-garous et le griffon.